# Solva yunnanensis
Solva yunnanensis är en tvåvingeart som beskrevs av Yang och Akira Nagatomi 1993. Solva yunnanensis ingår i släktet Solva och familjen lövträdsflugor.
Artens utbredningsområde är Yunnan (Kina). Inga underarter finns listade i Catalogue of Life.